# Franziskanerkloster Vico
Das Franziskanerkloster Vico (französisch: Couvent de Vico oder Couvent Saint-François) war von 1481 bis 1826 ein Kloster der Franziskaner und ist seit 1835 ein Kloster der Oblaten (OMI) in Vico auf Korsika.

## Geschichte

### Das Franziskanerkloster
Papst Sixtus IV. erteilte 1481 dem weltlichen Ortsherrn von Vico (50 km nördlich Ajaccio) die Erlaubnis zur Stiftung eines Franziskanerklosters (damals im Bistum Sagone). Im 17. und 18. Jahrhundert wurden die heutigen Baulichkeiten errichtet. Als das Kloster 1792 durch die Französische Revolution offiziell aufgelöst wurde, konnten sich die Mönche dank der Unterstützung durch die Bevölkerung bis zum Tod des letzten Franziskaners im Jahre 1826 halten. 

### Das Oblatenkloster
Der in Vico geborene Bischof von Ajaccio, Toussaint Raphaël Casanelli d’Istria (1794–1869), kaufte 1834 das Anwesen zurück und vermittelte 1835 die Wiederbesiedelung durch die von Eugen von Mazenod gegründeten Oblaten der Unbefleckten Jungfrau Maria. An ihrer Spitze stand bis zu seinem Tod 1839 der als Apostel Korsikas berühmt gewordene Charles Dominique Albini, dessen Überreste in einer (Mazenod geweihten) Seitenkapelle der Klosterkirche aufgebahrt sind. Sein Nachfolger bis 1847, Étienne Semeria (1813–1868), war später Weihbischof von Jaffna auf Ceylon. Aus dem Kloster gingen zwei weitere Bischöfe hervor: Kardinal Joseph Hippolyte Guibert (1802–1886) und Mathieu-Victor Balaïn (1828–1905), Bischof von Nizza (1877–1896) und Erzbischof von Auch (1896–1905). Der Ordensgründer stattete dem Kloster im Oktober 1851 einen Besuch ab. Von 1903 bis 1935 waren die Oblaten (gegen den Widerstand der Bevölkerung) von der Dritten Republik vertrieben, konnten aber zurückkehren. Heute tun die wenigen am Ort lebenden Oblaten Pfarrdienst in der Umgebung und nehmen Klostergäste auf. Oberer ist seit 2017 Pater Michel Brune.

### Ausstattung von Kloster und Klosterkirche
Zur Ausstattung des in großartiger Landschaft dem Dorf gegenüber gelegenen Klosters gehört eine polychrome Christusfigur aus dem 15. Jahrhundert, ein gewaltiger Messgewänderschrank aus dem 17. Jahrhundert und eine Büste Albinis durch den korsischen Bildhauer Damaso Maestracci (1888–1976). Auf die Klosterwand vor der Kirche ist ein Landschaftsfresko gemalt, in das in Überlebensgröße Albini eingefügt ist. Daneben erhebt sich ein imposanter Kalvarienberg aus dem 19. Jahrhundert. 